# Streamare

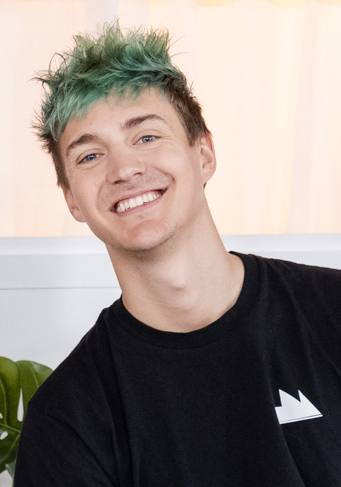
Tyler Blevins, bättre känd som Ninja, är den största streamaren på streamingsidan Twitch där han har runt 18,5 miljoner följare.

En streamare, från engelskans streamer, är en person som sänder direkt via sociala medier. Omfattningen har vuxit till att omfatta olika genrer, allt från att spela datorspel och tips-och-trixvideor till inlägg om aktuella ämnen.

## Historik
Företeelsen streamare kom till i början av 2010-talet. Deras ursprung kan spåras till webbplatser som Youtube eller Let's Plays. Medan allt innehåll inte var live kunde användarna fortfarande få en stor publik och bra antal prenumeranter på sina kanaler. Många blev så populära att de kunde bedriva en karriär och tjäna pengar på innehållet. Det var inte förrän populariteten ökade för strömmande webbplatser som Twitch förrän fler och fler människor kunde sända och tjäna ännu bättre pengar på det för att bli streamare på heltid.  På grund av de miljontals dollar som de kan tjäna har streaming blivit ett karriäralternativ. Idag finns det många olika plattformar där människor kan strömma och skapa en nisch för sig själva med sitt eget unika innehåll. 

## Olika sorter

### Datorspel

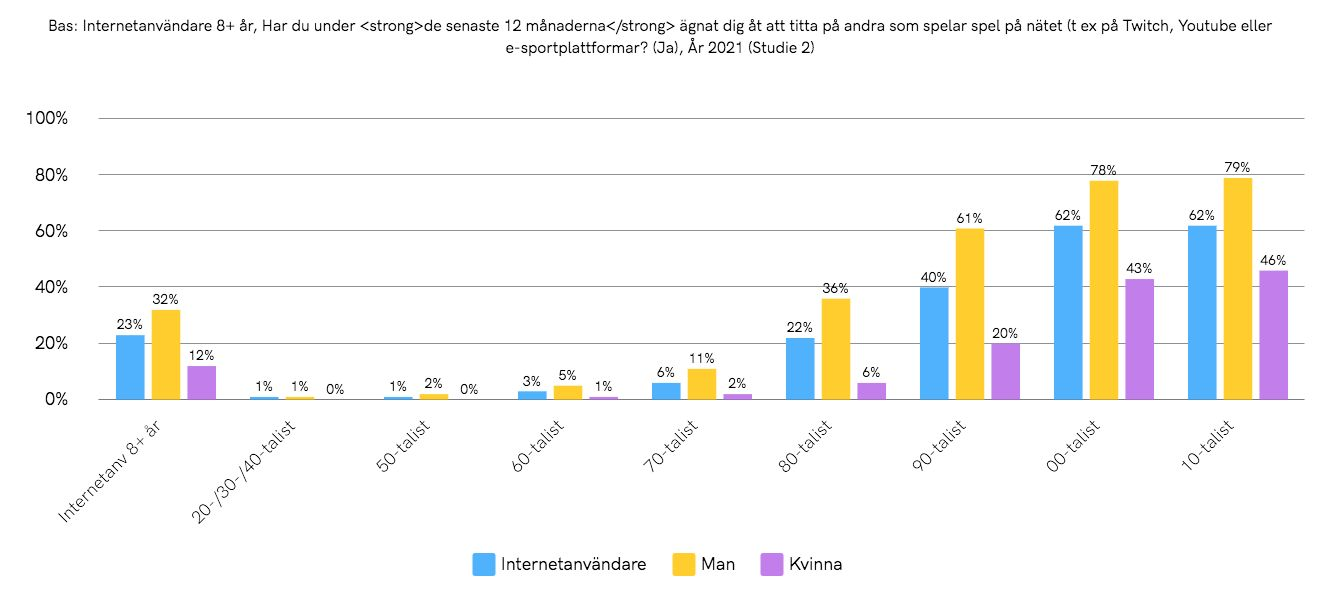
Andelen svenska internetanvändare som 2021 hade tittat på andra som streamade sitt spelande, uppdelat på kön och ålder. Siffror från Svenskarna och internet.

Let's Players har kommit att bli den mest populära streaminggenren. Idag lever de flesta streamare på att sända då de spelar eller kommenterar datorspel. Bland de namnkunnigaste streamarna märks Pewdiepie och Ninja.
Enligt en svensk undersökning från 2022 hade 21 procent av de svenska internetanvändarna ägnat sig åt att titta på andra som streamade sitt spelande på nätet, till exempel via Twitch, Youtube eller e-sportplattformar, under det senaste året. Det var stor skillnad på intresset för detta mellan olika generationer; bland personer födda under 2010-  hade 63 procent tittat på spelande streamare medan sysslan var nästan obefintlig bland de äldsta generationerna i befolkningen. Undersökningen visade 2021 även att det var nästan tre gånger fler män än kvinnor som hade ägnat sig åt att titta på streamare som spelade spel under det senaste året.

### IRL-strömmar
Medan majoriteten av professionella och deltidsstreamare spelar datorspel, sänder många också glimtar ur vardagslivet. De gör ofta olika aktiviteter medan de läser tips och frågor från sina tittare. Till en början förbjöd många streamingwebbplatser liveströmmar som inte handlade om spel, eftersom webbplatserna trodde att det skulle skada kvaliteten på innehållet, men allt eftersom efterfrågan på icke-spelrelaterat innehåll växte kom webbplatserna att ändra syn.